# Naziemek ceglasty

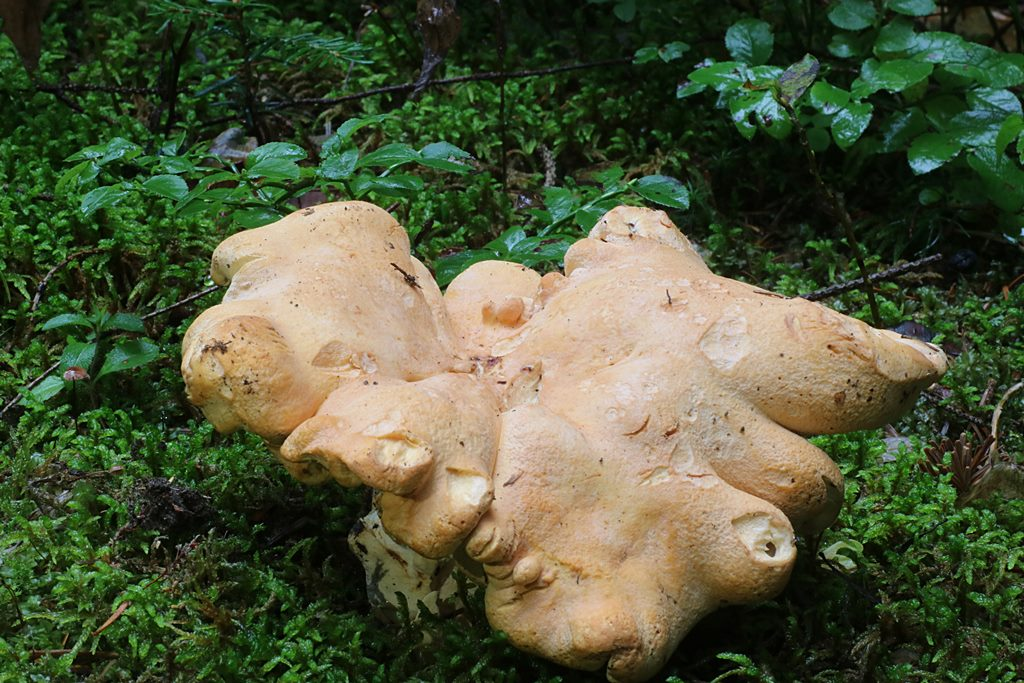
Naziemek ceglasty – wierzch kapelusza

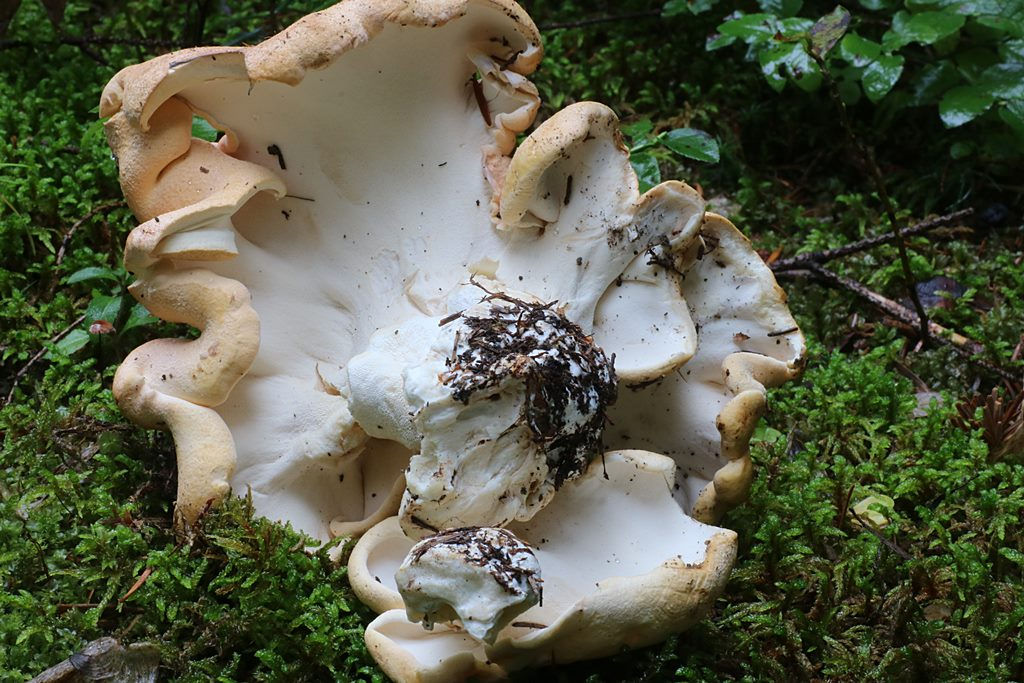
Naziemek ceglasty – hymenofor i trzon

Naziemek ceglasty (Albatrellopsis confluens (Alb. & Schwein.) Teixeira) – gatunek grzybów z rodziny naziemkowatych (Albatrellaceae).

## Systematyka i nazewnictwo
Pozycja w klasyfikacji według Index Fungorum: Albatrellus, Albatrellaceae, Russulales, Incertae sedis, Agaricomycetes, Agaricomycotina, Basidiomycota, Fungi
Po raz pierwszy opisał gp Johann Friedrich Gmelin w 1772 r. pod nazwą Boletus nitens, jednakże w roku 1805, Johannes Baptista von Albertini oraz Lewis David von Schweinitz przemianowali nazwę gatunku na Boletus confluens. Później zaliczany był do różnych rodzajów. W 1993 roku Alcides Ribeiro Teixeira po przeprowadzeniu badań filogenetycznych przeniósł go do rodzaju Albatrellopsis. Ma ponad 30 synonimów. Niektóre z nich:

- Albatrellus confluens (Alb. & Schwein.) Kotl. & Pouzar 1957
- Polyporus confluens (Alb. & Schwein.) Fr. 1821
- Merisma confluens (Alb. & Schwein.) Gillet 1878
- Polypilus confluens (Alb. & Schwein.) P. Karst. 1881
- Cladomeris confluens (Alb. & Schwein.) Quél. 1886
- Albatrellopsis confluens (Alb. & Schwein.) Teixeira 1993
- Boletus aurantius Schaeff. 1774
- Polyporus pachypus Pers. 1825
- Boletus artemidorus Lentz 1830
- Polyporus politus Fr. 1836
- Scutiger laeticolor Murrill 1903
- Scutiger confluens (Alb. & Schwein.) Bondartsev & Singer 1941

Pierwszą polską nazwę – bułczak, podał Feliks Berdau w 1876 r. Stanisław Domański używał nazwy bielaczek. Obecną nazwę podał w 1999 r. prof. Władysław Wojewoda. Wcześniej gatunek ten był opisywany pod nazwami: huba połyskująca, żagiew zlewająca się, bielaczek pozrastany. Wszystkie są niespójne z aktualną nazwą naukową.

## Morfologia
Kapelusz
Średnicy 3–15 cm, półkulisty lub nieregularnie kolisty. Powierzchnia kremowa, morelowa, niekiedy z odcieniem pomarańczowym, czasem także czerwonobrązowa lub ochrowa. Przy brzegach płatkowaty. Skórka w okresie suchym popękana. Zwykle występują w skupieniach pozrastanych owocników, średnicy nawet do 50 cm.
Hymenofor
Rurki o długości do 3 mm, zbiegające na trzon, barwy białej. Pory bardzo małe, koliste.
Trzon
Wysokość 30 do 60 mm, średnica 20 do 25 mm, krótki i mało wyraźny. Centralny, ekscentryczny lub boczny. Biały, czasami z morelowym, rdzawym odcieniem i plamkami.
Miąższ
Mięsisty, w kolorze kremowym. Zapach słaby, przyjemny. Smak gorzkawy.
Wysyp zarodników
Biały. Zarodniki 4,5-5 × 3–3,5 μm, szeroko jajowate do prawie kulistych, bezbarwne, gładkie.
Gatunki podobne
- Naziemek żółtopomarańczowy (Albatrellus subrubescens) – ma owocnik kapeluszowaty, z wyraźniejszym trzonem; kapelusz brązowo-fioletowy, białawożółtawy lub ochrowobrązowy, trzon białawy z pomarańczowofioletowymi lub brązowopomarańczowymi plamami, później cały ceglastobrązowawy i rośnie w borach sosnowych.
- Naziemek białawy(Albatrellus ovinus) ma bardzo jasny kapelusz, pory cytrynowożółte, miąższ zasychając żółknie i nie rośnie w pozrastanych kępach.
- Naziemek zielonawy (Albatrellus cristatus) ma kapelusz w barwie żółtozielonej, do brązowej i rośnie w lasach liściastych, głównie w buczynach, choć spotkać go można również w górskich lasach iglastych.
- Kolczak rudawy (Hydnum rufescens) oraz kolczak obłączasty (Hydnum repandum) mają wyraźnie kolczasty hymenofor.

## Zasięg występowania i siedlisko
Gatunek rozpowszechniony w Europie i w Ameryce Północnej. Notowany również w Japonii oraz na półwyspie Jork w Australii. W Polsce gatunek ten jest dość rzadki. Znajduje się na Czerwonej liście roślin i grzybów Polski. Ma status E – wymierające – krytycznie zagrożone – gatunek zagrożony wymarciem, którego przeżycie jest mało prawdopodobne, jeśli nadal będą działać czynniki zagrożenia.
Grzyb naziemny saprotrof. Występuje sporadycznie w borach iglastych i mieszanych. Najczęściej spotkać go można w górskich lasach świerkowych. Rośnie na ziemi, pojedynczo lub w stłoczonych kępach, szerokich do 30–50 cm i dlatego kapelusze bywają zdeformowane a trzony pozrastane. Owocniki wytwarza od lipca do października.

## Znaczenie
Grzyb jadalny, lecz jadalne są młode owocniki, stare są niesmaczne, gorzkawe. Ze względu na nikłe walory smakowe oraz rzadkość występowania, nie powinien być zbierany.